# Cleó (metge)
Cleó (en llatí Cleon, en grec antic Κλέων) era un oculista grec que va viure probablement al segle i aC o abans. És esmentat per Cels i algunes de les seves fórmules les van reproduir Galè, Aeci i Paule Egineta.